# Alfa a Omega (film)
Alfa a Omega (v anglickém originále Alpha and Omega) je americký počítačem vytvořený animovaný film z roku 2010. Snímek režírovali Anthony Bell a Ben Gluck. Film byl vytvořen ve studiu Crest Animation Productions a podle závěrečných titulků je věnován Dennisovi Hopperovi.

## Příběh
Děj vypráví o dvou vlcích Kate a Humpreyovi, kteří jsou nejlepší přátelé do té doby, než se z Kate stane Alfa vlčice – lovkyně. Humprey je ale ve skupině Omega vlků, kteří jsou jen na obtíž. Humprey se začne ucházet o Kateinu přízeň, ale ta se má vdát za silného alfu Gartha z východní smečky, který má jen jednu vadu, a tu že neumí výt. Jednou večer ale Kate a Humpreye chytí správci parku a přesunou je do Idaho, aby zde zvýšili populaci vlků. Potkávají tu různá zvířata a chystají se odjet autem zpět do Jasperu. Díky Humpreyově nenajezenosti to ale propásnou. Zůstanou venku v dešti a Humprey zachrání Kate život. Ráno se vydají na vlak a potkají skupinu rozzuřených medvědů. Těm utečou a na vlaku se sblíží. Dostanou se do Jasperu a koná se svatba. Kate ale přizná, že miluje Humpreyho, a Garth zase, že miluje Lilly. To se nelíbí Tonymu, a tak začne boj mezi vlky. Mezitím se splaší stádo Karibů a vlci se rozutečou. Na dosah kopytům se octnou pouze Winston a Tony, kterým se Kate s Humpreyem vydají na pomoc. Kate ale jeden Karibu srazí a Humprey ji zakryje vlastním tělem. Winston a Tony se spojí, aby je zachránili. Nakonec vše dobře dopadne a koná se velké vytí. Smečky se spojily.

## Dabing

### České znění
| Michal Holán         | Humprey, Omega vlk                               |
| Kateřina Petrová     | Kate, Alfa vlčice                                |
| Kateřina Hrachovcová | Lilly, Omega vlčice a sestra Kate                |
| Josef Carda          | Shakey                                           |
| Pavel Rímský         | Winston, vůdce západní smečky, otec Kate a Lilly |
| Petr Pospíchal       | Tony, vůdce východní smečky                      |
| Otakar Brousek       | Marcel                                           |
| Jiří Dvořák          | Garth                                            |
| Antonín Navrátil     | Paddy                                            |
| Martina Hudečková    | Eve                                              |

### Anglický dabing
| Justin Long       | Humprey |
| Hayden Panettiere | Kate    |
| Christina Ricci   | Lilly   |
| Kevin Sussman     | Shakey  |
| Danny Glover      | Winston |
| Dennis Hopper     | Tony    |
| Larry Miller      | Marcel  |
| Chris Carmack     | Garth   |
| Eric Price        | Paddy   |
| Vicki Lewis       | Eve     |